# The Balcony (album)
The Balcony è il primo album in studio del gruppo rock gallese Catfish and the Bottlemen, pubblicato nel 2014.

## Tracce
1. Homesick – 2:28
2. Kathleen – 2:41
3. Cocoon – 3:57
4. Fallout – 3:30
5. Pacifier – 3:58
6. Hourglass – 2:18
7. Business – 3:42
8. 26 – 3:39
9. Rango – 2:58
10. Sidewinder – 3:27
11. Tyrants – 4:39